# Hypsicomus californica
Hypsicomus californica är en ringmaskart som först beskrevs av Treadwell 1906.  Hypsicomus californica ingår i släktet Hypsicomus och familjen Sabellidae. Inga underarter finns listade i Catalogue of Life.